# Биографический словарь Грузии
Биографический словарь Грузии (груз. საქართველოს ბიოგრაფიული ლექსიკონი) — онлайн-словарь биографий деятелей Грузии. По состоянию на апрель 2024 года включает 20 тысяч статей.
Словарь был создан в 2001 году Отделом автоматизации Национальной парламентской библиотеки Грузии под руководством Темура Чхенкели (თემურ ჩხენკელი). Был профинансирован Бюро по делам образования и культуры Государственного департамента США и управлялся Советом по международным исследованиям и обменам (IREX).
Первоначально словарь назывался Грузинские авторы в Интернете (ქართველი ავტორები ინტერნეტში) и включал биографические данные грузинских авторов, прозаиков и поэтов, работающих в Грузии и за рубежом, а также алфавитный список изданных ими книг с возможностью поиска. По состоянию на 2012 год включал данные 500 авторов.
В 2012 году движок и интерфейс сайта словаря были переработаны. В 2016 году словарь расширил тематику до биографий любых людей, вошедших в историю Грузии, не только авторов, и сменил название на Биографический словарь Грузии. При этом сайт начал принимать биографии от читателей, которые публикуются после проверки отделом обслуживания электронных ресурсов Национальной парламентской библиотеки.